# Ozonoliza
Ozonoliza - technika analityczna ustalania struktury chemicznej węglowodorowej części organicznych związków chemicznych opierająca się na reakcji chemicznej ozonu z tymi związkami i jednocześnie nazwa samej reakcji. 
Analiza produktów hydrolizy tworzących się ozonków umożliwia określenie niektórych aspektów budowy organicznych związków chemicznych. Między innymi można tą metodą określić miejsce występowania wiązania podwójnego w alkenach:

Przykład zastosowania ozonolizy jako metody analitycznej

Stosunkowo nietrwałe ozonki pod wpływem wody rozkładają się do odpowiednich aldehydów. Rodzaj aldehydów dowodzi miejsca występowania wiązania podwójnego. Gdy wiązanie podwójne występuje w pozycji 1 - powstaje aldehyd mrówkowy (metanal), gdy wiązanie występuje w pozycji 2 powstaje aldehyd octowy (etanal), gdy w pozycji 3 aldehyd propionowy (propanal) itd. W toku rozpadu ozonku pod wpływem wody powstaje też nadtlenek wodoru. Aby nie utleniał on tworzących się aldehydów do środowiska reakcji dodaje się cynk.
Współcześnie ozonoliza nie jest już stosowana praktycznie do badania struktury związków organicznych, gdyż ogólnie dostępne są szybsze techniki analizy strukturalnej takiej jak NMR czy spektrometria mas.
Oprócz znaczenia analitycznego, ozonoliza ma też znaczenie technologiczne. Jest ona stosowana w przemyśle do przyspieszania biodegradacji ścieków organicznych oraz jako jeden z etapów syntezy niektórych kwasów karboksylowych i aldehydów.
Mechanizm reakcji jest dość złożony. Pierwszym stadium jest tworzenie orientacyjnego kompleksu przedreakcyjnego. Jego istnienie stwierdzono na drodze obliczeń hiperpowierzchni energii potencjalnej reakcji ozonu z etylenem oraz potwierdzono na drodze eksperymentalnej. Następnie ma miejsce tworzenie pięcioczłonowego cykloadduktu zgodnie z regułami [2+3] cykloaddycji. Dopiero w wyniku przegrupowania pierwotnego produktu powstają ozonki. 

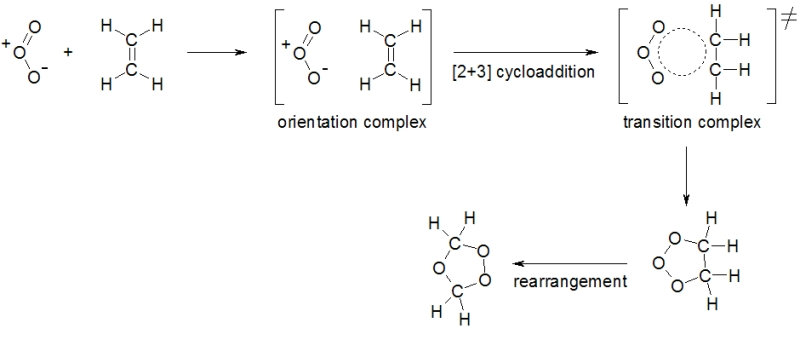
Mechanizm reakcji ozonolizy